# ウィリアム・ジョージ・ヘリス・シニア
ウィリアム・ジョージ・ヘリス・シニア（英語: William George Helis Sr., 1886年10月17日 - 1950年7月25日）は、アメリカ合衆国の実業家。ギリシャ系の移民で、石油業で成功、1939年には「石油王（oil king）」「彼ほどの資産家のアメリカ人は2,3人」「アメリカで最も裕福な人物の一人」「どんなことからでも金儲けをする能力の持ち主」（「ピッツバーグ・プレス」紙）と称された。競走馬の生産と馬主でも成功し、死後1991年にフェアグラウンズ競馬の名誉の殿堂（Fair Grounds Racing Hall of Fame）に列せられた。

## 「石油王」としての生涯
ヘリス自身がニューオーリンズの巡回裁判所で宣誓供述した記録によると、出生地はギリシャ王国トロパイアで、誕生日は1888年10月17日だという。1904年、18歳のときにアメリカへ渡航し、ニューヨークの港についた時点では、英語も一言も解せず、一文無しだった。はじめの2年間はニューヨークのダウンタウンのギリシャ料理店で皿洗いをしながら英語を学んだ。
その後、西部へ移り、オクラホマ州の油井で「粗野な掘削工」(roughneck)の職を得た。当時から、いずれ自ら石油を掘り当てて経営者になることを志して、給料の多くを貯蓄にまわし、未発見の油田を求めて山師のように試掘して回ったという。そしてカリフォルニア州ロサンゼルス郡のシグナルヒル（Signal Hill）で遂に油層を掘り当てた。その後もヘリスは石油を求めアメリカ各地を渡り歩いた。
記録では、1934年の時点ではルイジアナ州ニューオーリンズに籍があった。第一次世界大戦では志願してカンザス州兵（Kansas Army National Guard）に従軍、これにより一応のアメリカ市民権を得た。ところが1937年に故郷のギリシャへ行こうとパスポートを取得してみると、法的には正式なアメリカ国籍を未取得の状態であることが判り、1938年8月20日にニューオーリンズでの巡回裁判所で宣誓供述することになった。これにより法的な本籍地と住民票はニューオーリンズにあることとなった。
ヘリスが莫大な資産を背景に、政情不安により国を追われて亡命中のギリシャ王ゲオルギオス2世を経済的に支援していることは公然の秘密だった。1935年にゲオルギウス2世が王位に復すると、ヘリスはギリシャでの石油採掘権を獲得して自らギリシャに赴きアテネに邸宅を構え、そこからアメリカでの事業の指示を出していた。ギリシャ国内で油田を発見した場合、そのわずか8パーセントをギリシャ政府へ納めるのみで、残りの92パーセントはヘリスのものとして輸出できるという契約がなされていた。
ヒルズは1950年7月25日、メリーランド州ボルチモアのジョンズ・ホプキンズ病院で亡くなった。遺体は故郷のニューオーリンズへ運ばれ、メテリーの墓地（Metairie Cemetery）に埋葬された。霊廟は建築家・彫刻家のアルバート・ワイブルン（Albert Weiblen）によって建設された。「The Pittsburgh Press」紙に掲載された訃報では、「米国石油業界の大人物の一人」と評された。

## 家族
ヘリスはペンシルベニア州でオランダ系移民の娘と結婚した。夫妻は4人の子女を授かったが、ヘリスはいつも石油を探して各地へ移ったので、4人の子供はみな誕生地が異なる。
- 娘　マール（Marle） - カリフォルニア州ハリウッドの脚本家・映画監督のローランド・ブラウン（Rowland Brown）と結婚[1]。
- 娘　エスター（Esther）[1]
- 娘　ヴァージニア（Virginia）[1]
- 息子　ウィリアムジュニア（William George Helis Jr. ）- 南カリフォルニア大学卒業後、英国のオックスフォード大学に留学[1] 。父がギリシャに移った際にアメリカの石油事業の共同経営者になったほか[1]、競馬ビジネスにも深く関わるようになった。

## 競馬での成功
1943年、ヘリスはニュージャージー州バーリントン郡スプリングフィールド（Springfield Township, Burlington County）で1,300エーカー（約5.3平方キロメートル）の旧ランコカス牧場を購入、1946年にはさらに隣接地を買い増しして、牧場を2040エーカー（約8.3平方キロメートル）に拡張した。1950年に没した際は、牧場の経営は息子のウィリアム・ジュニアに承継された。
この牧場は「ヘリス畜産農場」（Helis Stock Farm）として、ラヴェンドスキ夫妻（Linda and Ed Lovenduski）が運営している。2000エーカー（約8.1平方キロメートル）を超える場内には、この地がかつての「ランコカス牧場」（Rancocas Stable、1873年頃創業）
時代の創業期の建物が遺されている。たとえば半マイル（約800メートル）の調教用の屋内馬場を納めた建物は1100もの窓が並び、これらは近くの道路からも望むことができる。
死後の1991年に、ウィリアム・ヘリスはフェアグラウンズ競馬の名誉の殿堂（Fair Grounds Racing Hall of Fame）に列せられた。
主な生産馬・所有馬と主な勝鞍
- コズミックボム（1944年生まれ） - アーリントンフューチュリティ、ローレンスリアライゼイションステークス
- Salmagundi（1945年生まれ） - 1948年サンタアニタダービー